# João Baptista Lavanha
João Baptista Lavanha (Lisboa, c. 1550 - Madrid, 31 de Março de 1624) foi um engenheiro,  matemático e cosmógrafo português. Foi nomeado cronista-mor do reino em 1618.

## Biografia
De origem judia, nasceu em ano desconhecido, em meados do século XVI. Eram seus pais Luís de Lavanha, um fidalgo da Corte e D. Jerónima Dança, de quem nada se sabe. Também se desconhecem detalhes acerca da sua infância e juventude, acreditando-se que tenha concluído os seus estudos em Roma, a serviço de D. Sebastião, de quem foi professor de matemática.
À época da Crise de sucessão de 1580, Filipe II de Espanha enviou tropas sob o comando do duque de Alba para submeter Portugal (1580). Tendo compreendido que os estudos de navegação se mantinham mais avançados neste reino do que na própria Espanha, e visando corrigir essa situação, extinguiu a Escola do Paço da Ribeira, fundada por Pedro Nunes em Lisboa e que tinha a seu cargo as "Lições de Matemática e Cosmografia" (onde Lavanha leccionava), transferindo esse estudo para Madrid onde estabeleceu a "Academia de Matemáticas y Arquitectura", dirigida por Juan de Herrera, contratando Lavanha e nomeando-o como seu primeiro professor, em 1582. Iniciou as suas aulas a 1 de Janeiro de 1583. Nesta instituição teve como alunos nomes como os do dramaturgo Félix Lope de Vega e do escritor Miguel de Cervantes.
Foi nomeado pelo soberano para o cargo recém-criado de Engenheiro-mor do Reino de Portugal (4 de Novembro de 1586), mantendo as funções docentes Academia de Matemáticas em Madrid.
Diante da doença de Tomás de Orta, passou a exercer as funções de Cosmógrafo-Mor do Reino (13 de Fevereiro de 1591, cargo para o qual foi oficialmente designado em 1596.
Tendo vivido em Lisboa até 1599, voltou a Madrid, de onde seguiu para a Flandres a serviço de Filipe III de Espanha, ali tendo permanecido até cerca de 1601. Em 1604, encontrava-se em Valladolid, de onde partiu, em 1606 para a execução obras hidráulicas de vulto, relacionadas com o rio Douro.
Em 1609, recebeu o Hábito da Ordem de Cristo, tendo os questionamentos derivados de sua origem judaica sido solucionados pela intervenção directa do soberano, por pronunciamento favorável desde 10 de Abril de 1607.
No ano de 1610, Lavanha iniciou a coleta de dados geográficos que lhe permitiram elaborar, em 1615, um mapa da província de Aragão. O seu detalhamento era de tal ordem que a sua  representação vigorou até ao final do século XVIII.
Em 1613 encontrava-se ocupado nas obras de abastecimento de água à cidade de Lisboa, onde veio a ser nomeado Cronista-mor do Reino (9 de Março de 1618). Em 1613 também foi nomeado como mestre de Matemáticas do príncipe, futuro Filipe IV de Espanha. 
Desposou D. Leonarda de Mesquita, com quem teve seis filhos. À época em que faleceu, encontrava-se grandemente endividado.

## Obra
É autor de obras tão diversas como uma tradução de Euclides, o "Regimento Náutico" (1595, onde apresenta regras para a determinação da latitude e tabelas de declinação do Sol), o "Naufrágio da Nau S. Alberto (1597), o "Livro Primeiro da Arquitectura Naval" (c. 1608, actualmente na Biblioteca da Real Academia de História de Madrid), o "Compendio de las Cosas de España e Descripcion del Universo", e de inéditos como o "Tratado da Arte de Navegar", o "Tratado da Gnomónica" e, finalmente, o "Tratado do Astrolábio" (de que existe um códice na Biblioteca do Observatório Astronómico de Coimbra).
Foi mestre de Pedro Teixeira Albernaz, com quem trabalhou em diversas obras cartográficas.
Também trabalhou na confecção de instrumentos náuticos, como astrolábios, quadrantes e bússolas.

### Décadas da Ásia
A pedido dos herdeiros, organizou o quarto volume das "Décadas da Ásia", deixada inacabada por João de Barros, que publicou em Madrid em 1615, no qual foi o responsável pelas cartas das cidades de Bengala, Gujarate e Java. A este propóstito, entrou em forte polémica com Diogo do Couto:
Nesta data (1602) parece ser que Lavanha já tinha acabada a sua refundição da Quarta Década de Barros, quando chega ao seu conhecimento que em Lisboa está-se a imprimir uma «falsa» Quarta Década, a de Diogo Couto, arquivista-mor da Torre do Tombo de Goa (Índia). Lavanha criticará esta obra com duras palavras: «scriptura mui descomposta e sem lho mandarem, passou o pé alem da mão (...)